# Кэйн, Шеннон
Шеннон Кэйн (англ. Shannon Kane; род. 14 сентября 1986, Каламазу, Мичиган) — американская модель и актриса, известная по роли Натальи Хаббард в дневном сериале АВС «Все мои дети».
Шеннон Кейн выросла в Каламазу (штат Мичиган). С семи лет занималась в танцевальной секции. Окончила Университет Западного Мичигана по специальности «современный танец».
Переехав в Чикаго, Кейн подписала контракт с модельным агентством Elite. Её фотографии публиковались в престижных журналах мод: «Cosmopolitan», «Glamour», «Teen Vogue». Через несколько лет Кейн отправилась в Голливуд, чтобы начать актёрскую карьеру. Она играла в популярных сериалах «Молодые и дерзкие», «Красавцы» и «C.S.I.: Место преступления Майами». С 2008 года Кейн также играет в полнометражных кинофильмах. Номинировалась на премию «Чёрная катушка» в категории «Лучший творческий коллектив» за участие в фильме «Бруклинские полицейские».

## Фильмография
| Год       |   | Русское название                  | Оригинальное название      | Роль            |
| --------- | - | --------------------------------- | -------------------------- | --------------- |
| 2006      | с | C.S.I.: Место преступления Майами | CSI: Miami                 | Лесли Андерсен  |
| 2007      | с | Красавцы                          | Entourage                  | официантка      |
| 2007      | с | Молодые и дерзкие                 | The Young and the Restless | Моника          |
| 2008—2011 | с | Все мои дети                      | All My Children            | Наталья Хаббард |
| 2009      | ф | Кровь и кость                     | Blood and Bone             | Шанель          |
| 2009      | ф | Дневник усталого негра            | Diary of a Tired Black Man | девушка в баре  |
| 2009      | ф | Бруклинские полицейские           | Brooklyn's Finest          | Шантель         |
| 2011      | ф | S.W.A.T.: Огненная буря           | S.W.A.T.: Firefight        | Лори Бартон     |
| 2011      | ф | Большая счастливая семья Мэдеи    | Madea's Big Happy Family   | Кимберли        |
| 2012      | ф | Коллекционер 2                    | The Collection             | Паз             |
| 2012      | с | Голливуд Хайтс                    | Hollywood Heights          | Трейси Мэдсен   |
| 2013—2014 | с | Древние                           | The Originals              | Сабин Лоран     |